# Platiny Soares
Platiny Soares Lopes (Manaus, 1 de maio de 1992) é um político brasileiro, ex-deputado estadual do Amazonas pelo Partido Verde, atualmente integra o Partido Democrata, eleito com 26.987 votos no ano de 2014. É o mais jovem parlamentar da história da Assembleia Legislativa do Estado do Amazonas (ALE-AM), assumiu o cargo com apenas 22 anos de idade, sendo escolhido presidente da Comissão de Assuntos Municipais e Revisão Territorial e vice-presidente da Comissão de Segurança Pública da Casa.
Não foi reeleito em 2018.
Mestrando em Administração Pública pelo Instituto Brasiliense de Direito Público (IDP), bacharel em Direito pela Universidade Luterana do Brasil (ULBRA), aprovado no exame da Ordem dos Advogados do Brasil (OAB), aprovado no Concurso do Tribunal de Justiça do Amazonas (TJ-AM) e soldado da Polícia Militar do Amazonas (PMAM).
Conhecido por liderar o movimento que exigia mudanças na estrutura da Polícia Militar e do Corpo de Bombeiros Militar do Estado do Amazonas, e maior valorização dos Praças e seus familiares. É fundador e ex-presidente da Associação dos Praças do Estado do Amazonas (APEAM).

## Preposições
Entre os projetos apresentados pelo parlamentar estão: Lei de Carreira da Polícia Militar do Amazonas, Código de Ética da Polícia Militar do Amazonas,
Projeto de Lei do Porte de Arma, Projeto de Lei de Ingresso da Polícia Militar, Lei De Anistia Estadual e Federal, Auxílio Alimentação Polícia Militar, Auxílio Alimentação Bombeiro Militar, Projeto de Lei Escola Sem Partido, Grupo de Trabalho BR-319, Fundo do Corpo de Bombeiros, Programa de Ampliação das Guardas Municipais (PROAG), Projeto de Lei ao Aleitamento Materno Irrestrito, Projeto de Lei Creche Universitário, Projeto de Lei dos Concursos, Projeto de Lei de Escala da Polícia Militar, Projeto de Lei aos acompanhantes e parturientes e Projeto de Lei Contas em Braile.